# Ramongo
Ramongo là một tổng của tỉnh Boulkiemdé ở trung bộ Burkina Faso. Dân số năm 2005 là 28.326 người. Thủ phủ của tổng này là thị xã Ramongo.

## Các thị xã và các làng
Thị xã Ramongo • Bayandi Nabyiri • Bayandi Palogo • Bayandi Tanguin • Bouloum Nabyiri • Kabinou • Kamsi • Kolonkandé • Koukinkuilga • Ramongo-Tanguin • Ramonkodogo • 
Salbisgo-Dapoya • Salgisgo-Itaoré • Yagoam